# Podhorie (powiat Żylina)
Podhorie – wieś (obec) na Słowacji położona w kraju żylińskim, w powiecie Żylina. Położona jest nad potokiem Lietavka w dwóch regionach geograficznych Słowacji: na Kotlinie Żylińskiej i w Sulowskich Skałach. Pierwsze wzmianki o miejscowości pochodzą z roku 1393.
Według danych z dnia 31 grudnia 2016, wieś zamieszkiwało 901 osób, w tym 438 kobiet i 463 mężczyzn.
W 2001 roku rozkład populacji względem narodowości i przynależności etnicznej wyglądał następująco:
- Słowacy – 99,32%
- Czesi – 0,14%
- Ukraińcy – 0,27%